# Вулька-Любельська
Вулька-Любельська (пол. Wólka Lubielska) — село в Польщі, у гміні Жонсьник Вишковського повіту Мазовецького воєводства.
Населення — 158 осіб (2011).
У 1975-1998 роках село належало до Остроленцького воєводства.

## Демографія
Демографічна структура станом на 31 березня 2011 року:
|          | Загалом | Допрацездатний вік | Працездатний вік | Постпрацездатний вік |
| -------- | ------- | ------------------ | ---------------- | -------------------- |
| Чоловіки | 75      | 18                 | 48               | 9                    |
| Жінки    | 83      | 24                 | 41               | 18                   |
| Разом    | 158     | 42                 | 89               | 27                   |